# Ель-Класіко (фільм)
«Ель-Класіко» (ісп. El clásico) — іраксько-норвезький драматичний фільм, знятий Халкафтом Мустафою. Світова прем'єра стрічки відбулась 9 грудня 2015 року на Дубайському міжнародному кінофестивалі. Фільм розповідає про двох курдів-карликів з Іраку, які мріють зустріти футбольну зірку Кріштіану Роналду.
Фільм був висунутий Іраком на премію «Оскар» за найкращий фільм іноземною мовою.

## У ролях
- Врая Ахмед — Алан
- Дана Ахмес — Ширван
- Камаран Рауф — Джалал
- Рожин Шаріфі — Гона

## Визнання
| Нагороди та номінації фільму «Ель-Класіко» | Нагороди та номінації фільму «Ель-Класіко» | Нагороди та номінації фільму «Ель-Класіко»         | Нагороди та номінації фільму «Ель-Класіко» | Нагороди та номінації фільму «Ель-Класіко» | Нагороди та номінації фільму «Ель-Класіко» |
| Рік                                        | Кінопремія / Кінофестиваль                 | Категорія / Нагорода                               | Номінант                                   | Результат                                  |                                            |
| ------------------------------------------ | ------------------------------------------ | -------------------------------------------------- | ------------------------------------------ | ------------------------------------------ | ------------------------------------------ |
| 2015                                       | Дубайський міжнародний кінофестиваль       | Найкращий художній фільм                           | «Ель-Класіко»                              | Номінація                                  |                                            |
| 2016                                       | Трайбекський міжнародний кінофестиваль     | Найкращий художній фільм (Міжнародний конкурс)     | «Ель-Класіко»                              | Спеціальна згадка                          |                                            |
| 2016                                       | Трайбекський міжнародний кінофестиваль     | Найкраща операторська робота (Міжнародний конкурс) | К'єлль Вассдаль                            | Перемога                                   |                                            |
| 2016                                       | Кінофестиваль Траверс-Сіті                 | Найкращий фільм іноземною мовою                    | «Ель-Класіко»                              | Перемога                                   |                                            |